# Соколовка (Приморский край)
Соколо́вка — село Чугуевском муниципальном районе Приморского края России.

## География
Расположено на правом берегу реки Уссури, у южных границ села Чугуевка, административного центра района.
От Соколовки отходят автодороги к Цветковке (на северо-запад), Пшеницыно (на запад) и Булыга-Фадеево (на юг).

## История
Село основано в 1906 году. Названо по фамилии местного землемера Соколовского.

## Население
| 1915 | 1959  | 2002  | 2006  | 2010  |
| ---- | ----- | ----- | ----- | ----- |
| 573  | ↗3783 | ↘1058 | ↗1106 | ↘1058 |

## Улицы
| - ул. Гагарина, - пер. Кедровый, - ул. Колхозная, - пер. Ореховый, | - ул. Партизанская, - ул. Советская, - ул. Увальная. |

## Экономика
Основа экономики — сельскохозяйственные предприятия Чугуевского района.

## Инфраструктура
В окрестностях села находятся гарнизон 530-го истребительного авиационного полка и военный аэродром Соколовка, получивший широкую известность после того, как с него 6 сентября 1976 года старший лейтенант Виктор Беленко угнал самолёт МиГ-25П в Японию. Беленко получил политическое убежище в США, а в СССР пришлось экстренно менять систему государственного опознавания на всех самолётах.